# Рид, Кэрол
Сэр Кэ́рол Рид (англ. Carol Reed; 30 декабря 1906, Лондон — 25 апреля 1976, там же) — британский кинорежиссёр, лауреат премии «Оскар».

## Биография
Кэрол Рид был внебрачным сыном актёра Герберта Бирбома Три. Учился в частной Королевской школе в Кентербери.
С 1924 года Рид работал в театре. С 1927 года был персональным ассистентом писателя Эдгара Уоллеса, основавшего собственную киностудию. В 1932 году Рид оставил театр ради кинематографа.
В течение трёх лет Рид работал звукорежиссёром и ассистентом режиссёра, а в 1935 году поставил первый собственный фильм — романтическую комедию «Это случилось в Париже». Всего Рид поставил 33 фильма, наиболее известные из которых — «Выбывший из игры», «Поверженный идол» (1948; премия BAFTA за лучший британский фильм), «Третий человек» (1949; «Гран-при» (главный приз) Каннского кинофестиваля; лучший британский фильм всех времён по версии Британского института киноискусства, 1999)) и «Оливер!» (1968; 5 премий «Оскар», в том числе — за лучшую режиссуру; «Золотой глобус» за лучшую комедию или мюзикл). Участвовал во Второй мировой войне в рядах британской армии.
Был дважды женат: на кинозвезде Дайане Уиньярд в 1943—1947 и на актрисе Пенелопе Дадли-Уорд (с 1948). Сын от второго брака — Макс. Племянник — актёр Оливер Рид. Приёмная дочь (от первого брака Пенелопы Дадли-Уорд) — Трейси Рид, взявшая фамилию отчима; она также стала актрисой, снялась более чем в тридцати фильмах, в том числе была исполнительницей единственной женской роли в фильме «Доктор Стрейнджлав, или Как я перестал бояться и полюбил бомбу».
Стал вторым кинорежиссёром после Александра Корды и первым урождённым британцем-кинорежиссёром, удостоенным за свои профессиональные заслуги рыцарского звания (1952).
Умер от инфаркта миокарда 25 апреля 1976 в Челси.

## Фильмография
- 1935 — Это случилось в Париже / It Happened in Paris
- 1935 — Мичман Изи / Midshipman Easy
- 1936 — Ракитовая роща / Laburnum Grove
- 1936 — Речь дьявола / Talk of the Devil
- 1937 — Кто друг вашей хозяйки? / Who’s Your Lady Friend?
- 1938 — Дешёвый рай / Penny Paradise
- 1938 — Банковский выходной / Bank Holiday
- 1939 — Взбираясь ввысь / Clibming High
- 1939 — Девушка должна жить / A Girl Must Live
- 1939 — Звёзды смотрят вниз / The Stars Look Down
- 1940 — Девушка в новостях / Girl in the News
- 1940 — Ночной поезд на Мюнхен / Night Train to Munich
- 1941 — Киппс / Kipps
- 1941 — Письмо из дома / A Letter from Home
- 1942 — Молодой мистер Питт / The Young Mr Pitt
- 1943 — Пополнение / The New Lot
- 1944 — Путь вперёд / The Way Ahead
- 1945 — Истинная слава / The True Glory (док.; в титрах не указан)
- 1947 — Выбывший из игры / Odd Man Out
- 1948 — Поверженный идол / The Fallen Idol
- 1949 — Третий человек / The Third Man
- 1951 — Изгнанник с островов / Outcast of the Islands
- 1953 — Человек на распутье / The Man Between
- 1955 — Козлёнок за два фартинга / A Kid for Two Farthings
- 1956 — Трапеция / Trapeze
- 1958 — Ключ / The Key
- 1959 — Наш человек в Гаване / Our Man in Havana
- 1962 — Мятеж на «Баунти» / Mutiny on the Bounty (заменён Льюисом Майлстоуном; в титрах не указан)
- 1963 — Бегущий человек / The Running Man
- 1965 — Муки и радости / The Agony and the Ecstasy
- 1968 — Оливер! / Oliver!
- 1970 — Хлопающий крыльями / Flap
- 1972 — За мной! / Follow Me!